# 1R5T
1R5T – miniaturowa lampa elektronowa (heptoda) o cokole heptalowym, bezpośredniego żarzenia stosowana powszechnie w bateryjnych odbiornikach radiowych jako mieszacz. Lampa ta produkowana była od końca lat 40. XX w. przez węgierski Tungsram, a później także w Polsce przez ZWLE (Telam). Stanowiła oszczędnościową wersję amerykańskiej 1R5 (mniejszy prąd żarzenia). Odpowiednikiem tej heptody jest 1H33 produkcji firmy Tesla.

## Dane techniczne
Żarzenie:
- napięcie żarzenia 1,4 V
- prąd żarzenia 25 mA

| Parametr                        | Wartość  |
| ------------------------------- | -------- |
| napięcie anodowe                | 90 V     |
| prąd anodowy                    | 1,37 mA  |
| nachylenie charakterystyki (Sa) | 0,3 mA/V |
| rezystancja wewnętrzna ρa       | 600 kΩ   |
| napięcie siatki pierwszej       | 0 V      |
| napięcie siatki drugiej         | 67,5 V   |

| Parametr               | Wartość |
| ---------------------- | ------- |
| napięcie anodowe       | 90 V    |
| moc tracona na anodzie | 0,15 W  |